# Conexión preferencial

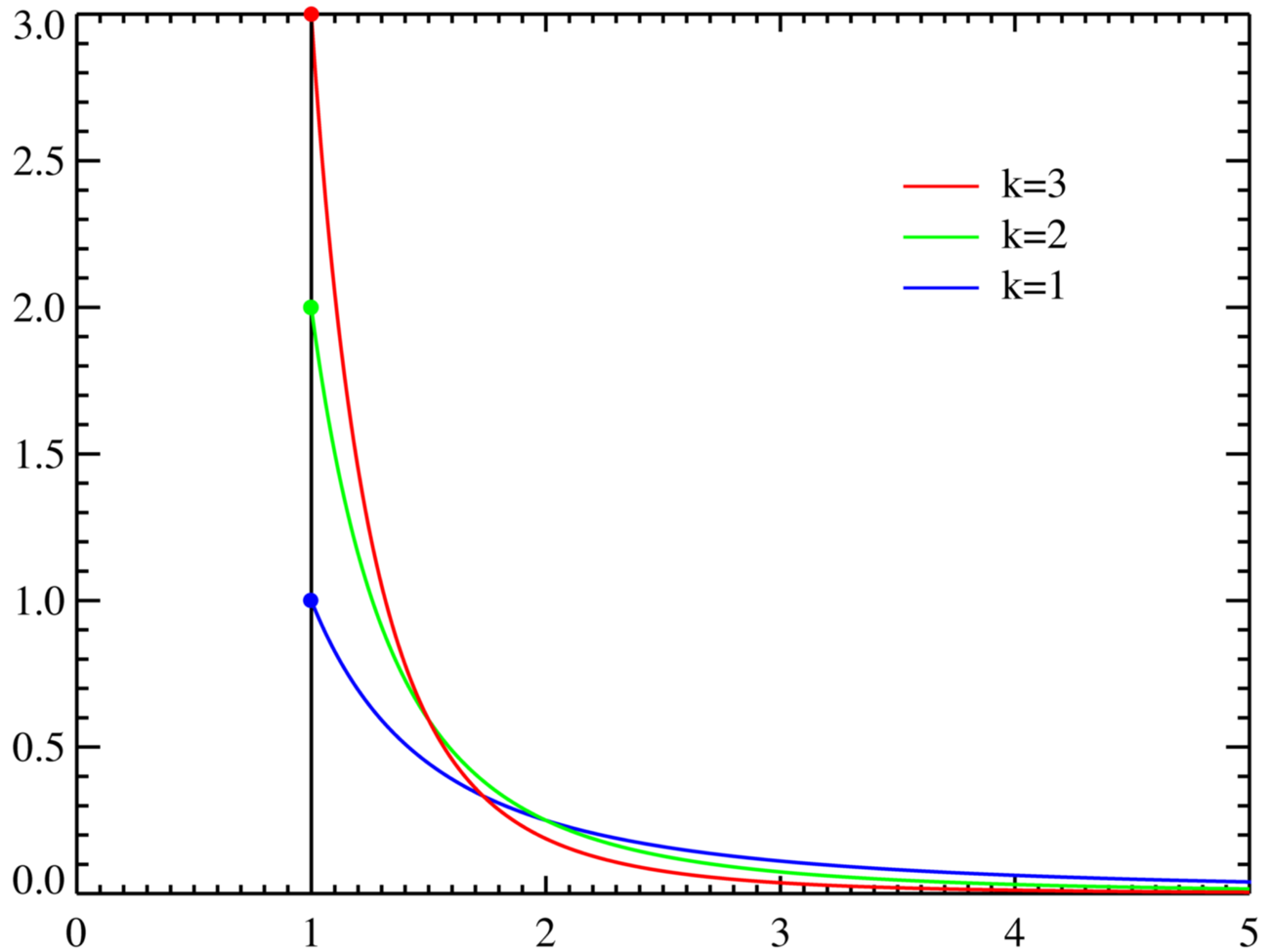
Los procesos de conexión preferncial están ligados a fenómenos de distribución de Pareto: P(X) ~ x^{−k}.

La conexión preferencial (que aparece en la literatura científica inglesa bajo el término preferential attachment) es el nombre dado por los científicos a un tipo de proceso mediante el cual se asigna una propiedad a un conjunto o población. Conexión preferencial es uno de los nombres más recientes asignados a este tipo de procesos. También es conocido bajo otros términos alternativos como "Proceso de Yule", "Ley de Gibrat", "ventaja acumulativa" o "el rico se hace más rico" ("the rich get richer"). A veces, de forma errónea, también se le ha designado como "efecto Mateo". La principal razón para el interés científico de la conexión preferencial es que, bajo ciertas circunstancias, genera una ley potencial de la riqueza.

## Definición
Un proceso de conexión preferencial es básicamente un proceso estocástico en el que existen unidades discretas de un elemento o propiedad que se asignan a los individuos de una población. Esta asignación se efectúa siguiendo una función creciente que depende de la cantidad inicial de este elemento o propiedad que ya posea cada individuo. Un ejemplo usual es el de un conjunto de urnas, cada una llena con una cantidad distinta de bolas. En un proceso de conexión preferencial nuevas bolas se añaden continuamente al sistema, y se distribuyen entre las urnas de manera que aquellas que más bolas tenían reciben mayor número de nuevas bolas que las que tenían menos. En la mayoría de los casos el número de urnas puede ser incrementado también constantemente, a pesar de que esta última condición no es estrictamente necesaria, ya que se pueden encontrar ejemplos para un número de urnas constante o incluso decreciente.
Un ejemplo clásico de un proceso de conexión preferencial es el crecimiento del número de especies por genus en algún taxón de alto nivel para organismos bióticos.  Nuevos géneros ("urnas") se añaden al taxón cuando aparecen especies suficientemente diferentes de sus generaciones predecesoras, es decir que no poseen parecidos con los géneros actuales. Las nuevas especies ("bolas") se añaden a las viejas especies (por ejemplo una partición en dos) y asumiendo que nuevas especies pertenecen al mimo  género de la misma forma que sus parientes (excepto para aquello que empiezan un nuevo género), la probabilidad de que una especie se añada a un nuevo genus será proporcional al número de especies que el genus ya tiene. Este proceso fue estudiado por Yule, es descrito como un proceso lineal de conexión preferencial, ya que la generación de nuevas especies depende linealmente con la acumulación de especies que ya existen.
El proceso lineal de conexión preferencial en el cual el número de urnas crece se conoce en el mundo del análisis de procesos estocásticos como distribución de Yule. En el caso más general de proceso, las bolas se añaden al sistema a una razón de m nuevas especies por urna. Cada urna creada empieza con k0 bolas y las añadidas posteriormente se hacen a una razón proporcional al número k más una constante a > −k0.  Con estas definiciones, la fracción P(k) de urnas que posee k bolas cuando se ha transcurrido un tiempo es
{\displaystyle P(k)={\mathrm {B} (k+a,\gamma ) \over \mathrm {B} (k_{0}+a,\gamma -1)},}
Para k ≥ k0 (y cero de otra forma), donde B(x,y) es la función beta de Euler:
{\displaystyle \mathrm {B} (x,y)={\Gamma (x)\Gamma (y) \over \Gamma (x+y)},}
con la función gamma estándar Γ(x) y
{\displaystyle \gamma =2+{k_{0}+a \over m}.}
La función beta se comporta asintóticamente como B(x,y) ~ x−y para valores grandes de x y valores fijos de y, lo que implica que para grandes valores de k tenemos que:
{\displaystyle \textstyle P(k)\sim k^{-\gamma }.}
En otras palabras, el proceso de conexión preferencial genera una distribución de "cola larga" que sigue a la distribución de Pareto o ley de Zipf en esta "cola".  Esta es una de las razones por las que es interesante la conexión preferencial desde un punto de vista histórico: la distribución de especies y otros fenómenos se han observado que empíricamente siguen esta ley cuando aparece subyacente el fenómeno de la "conexión preferencial".  La conexión preferencial es un posible candidato para el análisis de las citas en los artículos científicos, la evolución de los individuos extremadamente ricos, el número de citas en cienciometría relativo a las publicaciones, el número de páginas web enlazadas en la world wide web.
El modelo general descrito incluye otros casos y modelos específicos. En el ejemplo descrito anteriormente sobre especies/genus, por ejemplo, cada genus comienza con un conjunto de especies (k0 = 1) y va acumulando nuevas especies en proporción directa al número que ya posee (a = 0), y por lo tanto P(k) = B(k,γ)/B(k0,γ−1) con γ = 2 + 1/m.  De forma similar fue descrito el modelo de Price para las citas corresponde al caso k0 = 0, a = 1 y ampliamente estudiado, el Modelo Barabási–Albert corresponde a k0 = m, a = 0 que proporciona explicación a la generación de las redes libres de escala.
La asignación preferencial se refiere a veces como "efecto Mateo", pero debe decirse que no es exactamente equivalente. El efecto Mateo fue discutido por primera vez por Robert Merton, y se denomina así debido a un pasaje bíblico Evangelio de Mateo: "Porque a todo el que tiene, se le dará y le sobrará; pero al que no tiene, aun lo que tiene se le quitará." (Mateo 25:29, de la Biblia del rey Jacobo.)  El ejemplo clásico del efecto Mateo es un descubrimiento científico realizado simultáneamente por dos personas diferentes, uno muy conocido y el otro poco conocido. Se afirma que en estas circunstancias la gente tiende más a menudo a dar crédito del descubrimiento al científico conocido que al desconocido.